# SINE
SINE, akronym för danskans Sikkerhedsnettet, är ett digitalt radiokommunikationsnät for nöd- och beredskapstjänster i Danmark.

## Historia
Bolaget Dansk Beredskabskommunikation (DBK) fick 2007 i uppdrag av den danska staten att ta fram en säkert radiokommunikationssystem för offentlig sektor och privata aktörer som stöttar samhället i kriser. Radiosystemet SINE lanserades som en följd av detta och togs i operativt bruk 2010.

## Beskrivning
SINE använder sig av Tetra-standarden som är framtagen för denna typ av tillämpning av European Telecommunications Standards Institute (ETSI).
Kommunikationssystemet består av trådlöst nät med radiomaster som stomme. Nätet har cirka 500 master i Danmark, och dessa är kabelbundna med SINE-centraler. Nätet kopplar samman radioenheterna, men på kortare avstånd är det även möjligt att kommunicera direkt mellan radioenheterna utan att gå via en mast.
Systemet används av en bredd av aktörer i Danmark. Till exempel polisen, räddningstjänsten, ambulanssjukvården, Beredskabsstyrelsen och hemvärnet.